# Japonské souostroví
Japonské souostroví (japonsky 日本列島, Nihon Rettó) leží v západní části Tichého oceánu a obloukem dlouhým 2 990 km se táhne podél východního pobřeží asijského kontinentu. Odděluje Japonské moře od Tichého oceánu a Filipínského moře, částečně i od Ochotského moře. Tvoří hlavní část Japonska.
K Japonsku náleží ještě další souostroví (Rjúkjú, Boninské ostrovy), které nebývají do Japonského souostroví počítány. V definici souostroví nepanuje jednota a především japonská geografie upřednostňuje dělení podle administrativních struktur. Proto se údaje z různých zdrojů mohou výrazně lišit.

## Hlavní ostrovy
Japonské souostroví má čtyři hlavní ostrovy, níže uvedené od severu k jihu:
1. Hokkaidó
2. Honšú
3. Šikoku
4. Kjúšú

Termín Hlavní ostrovy (anglicky Home Islands) byl použit za druhé světové války v Káhirské deklaraci k určení území, na než měla být po válce omezena japonská vláda. Název je také užíván k rozlišení souostroví od kolonií a dalších území, které náležely Japonsku v první polovině 20. století.

## Souostroví
Japonská geografie k japonskému souostroví řadí, kromě ostrovů poblíž hlavních ostrovů, i další souostroví:
- Rjúkjú
- Izu
- Kurily[p 1]
- Senkaku[p 2]

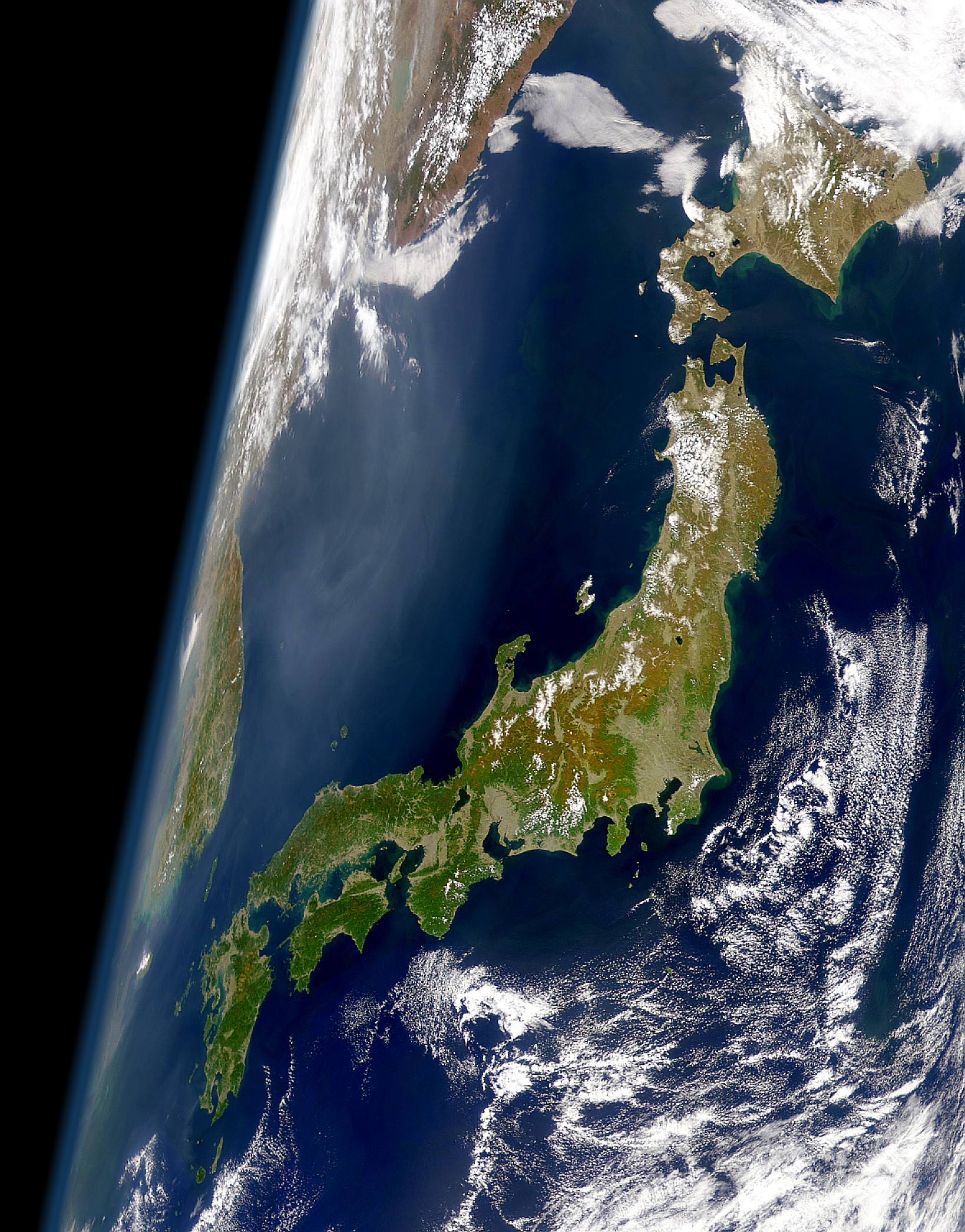
Satelitní snímek Japonska

Podle této definice se souostroví skládá z 14 125 ostrovů majících obvod delší než 100 m, z nichž 430 je obydlených.
Microsoft Encarta zahrnuje do Japonského souostroví v širším pojmu i Tchaj-wan, Sachalin a Aleutské ostrovy.

## Paleogeografie
Geologicky je souostroví tvořeno převážně podmořskými sedimenty, které byly zemskou tektonikou vyzvednuty nad hladinu. Vývoj Japonského souostroví v neogénu udává následující obrázky:

Japonské souostroví, Japonské moře a okolní části asijského kontinentu v raném miocénu (23 - 18 Ma).
Japonské souostroví, Japonské moře a okolní části asijského kontinentu ve středním a pozdním pliocénu (3,5 - 2 Ma).
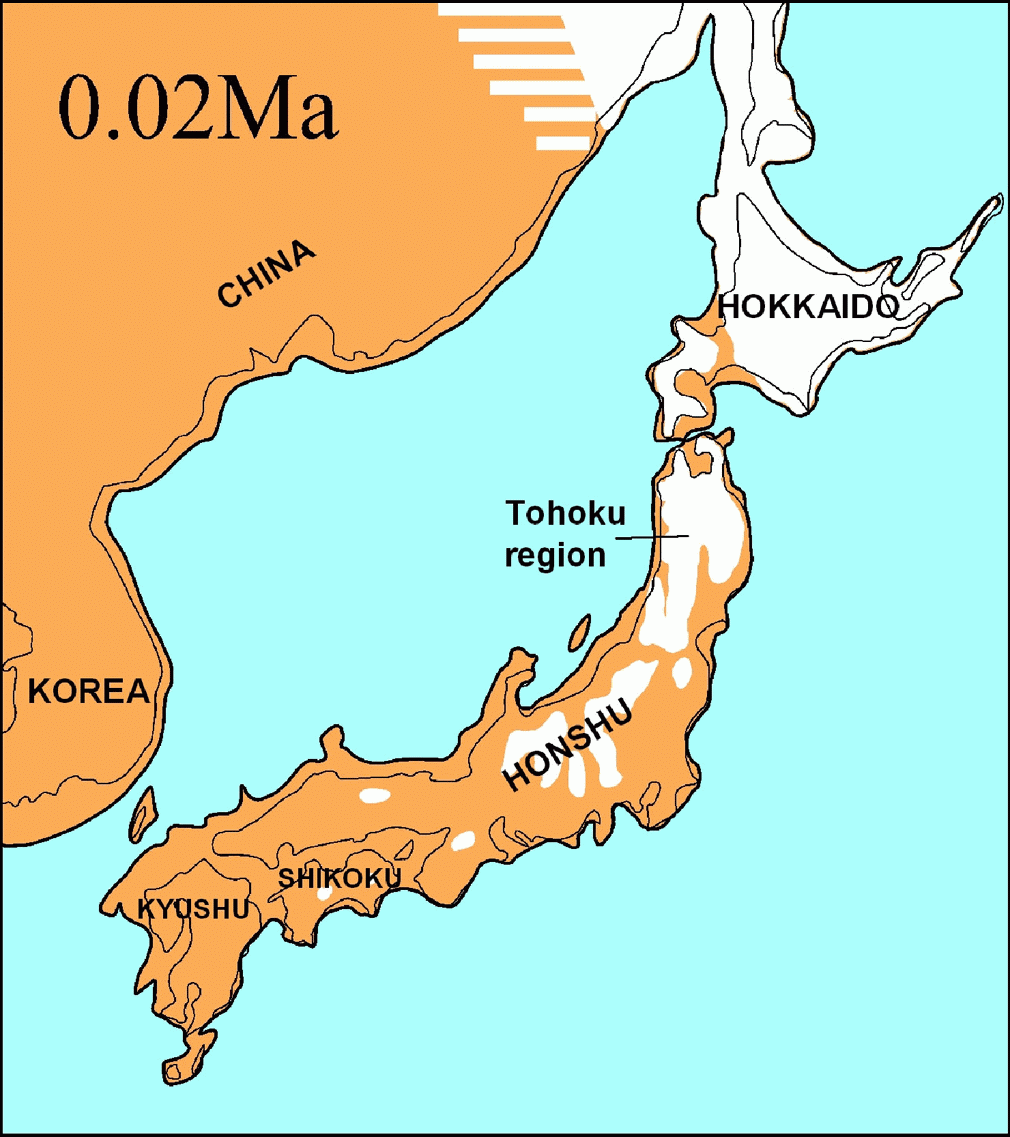
Japonské souostroví při maximálním zalednění v ledové době v pozdním pleistocénu asi před 20 000 lety        moře       pevnina       pevnina bez vegetace                     současné pobřeží